# Xenohelea pulchripes
Xenohelea pulchripes är en tvåvingeart som först beskrevs av Jean-Jacques Kieffer 1910.  Xenohelea pulchripes ingår i släktet Xenohelea och familjen svidknott. Inga underarter finns listade i Catalogue of Life.